# Ricardo Ernesto Centellas Guzmán
Ricardo Ernesto Centellas Guzmán (Camargo, 7 de noviembre de 1962) es un obispo católico, teólogo y profesor boliviano. Ordenado sacerdote en 1988 para la Arquidiócesis de Sucre.
Fue obispo de Potosí hasta el 11 de febrero de 2020. Fue Presidente de la Conferencia Episcopal Boliviana (CEB) y actualmente es Vicepresidente de la misma. Desde el 16 de junio de 2020 ejerce como Arzobispo de Sucre. El 11 de febrero de 2021 recibió el título de Arzobispo Primado de Sucre junto a la Arquidiócesis de Sucre.

## Biografía
Nacido en la población boliviana de Suquistaca, municipio de Camargo de la provincia de Nor Cinti, el día 7 de noviembre de 1962.
Cuando era joven descubrió su vocación religiosa e ingreso en el seminario diocesano, donde realizó su formación eclesiástica, filosófica y teológica y finalmente fue ordenado sacerdote el 11 de agosto de 1988, para la Arquidiócesis de Sucre, por el entonces arzobispo metropolitano Mons. René Fernández Apaza.
Tras su ordenación marchó hacia Italia, donde se licenció en Teología espiritual por la Pontificia Universidad Gregoriana de Roma. A su regreso en 1993, fue rector del Seminario de San Cristóbal e inició su ministerio pastoral como vicario en la Parroquia San Juan Bautista del municipio de Padilla.
Luego en 1998 pasó a ser vicario general de Sucre.

### Carrera episcopal
Ya el 30 de junio de 2005 ascendió al episcopado, cuando Su Santidad el Papa Benedicto XVI lo nombró Obispo titular de la Sede de Turres Ammeniae y auxiliar de la Diócesis de Potosí.
Recibió la consagración episcopal el 15 de septiembre del mismo año, a manos de su predecesor en el cargo y consagrante principal Mons. Walter Pérez Villamonte y de sus co-consagrantes: el entonces Nuncio Apostólico en el país Mons. Ivo Scapolo y el Arzobispo emérito de Sucre Mons. Jesús Pérez Rodríguez.
Desde el 5 al 26 de octubre de 2008 fue partícipe de la XII Asamblea General Oridinaria del Sínodo de los obispos ("La Palabra de Dios en la vida y en la misión de la Iglesia"), que se celebró en la Basílica de San Pablo Extramuros de Roma y fue presidida por el sumo pontífice.
Actualmente desde el 27 de enero de 2010 es el nuevo Obispo de Potosí y a su vez al ser elegido por elecciones durante una asamblea, también ejerce de Presidente de la Conferencia Episcopal Boliviana para el periodo de 2015-2018.
El 28 de septiembre, pidió a la población "no dispersar su voto" para asegurar "la consolidación de la democracia" contra la izquierda.